# Ruprechtia ramiflora
Ruprechtia ramiflora är en slideväxtart som först beskrevs av Nikolaus Joseph von Jacquin, och fick sitt nu gällande namn av Carl Anton von Meyer. Ruprechtia ramiflora ingår i släktet Ruprechtia och familjen slideväxter. Inga underarter finns listade i Catalogue of Life.